# Dérbi do Minho
A rivalidade entre SC Braga e Vitória SC é um confronto que envolve os dois clubes mais representativos da região do Minho. É normalmente chamado de Dérbi do Minho.
Mais do que uma rivalidade entre dois clubes desportivos é uma rivalidade entre duas cidades históricas e vizinhas, que remonta antes da fundação da nacionalidade, numa disputa entre os poder dos Arcebispos de Braga e os Condes do Condado Portucalense. Daí até à atualidade são várias as demonstrações de rivalidade entre ambas as partes, justificando-se assim o facto de não existir uma linha férrea entre ambas cidades (mas antes dois ramais isolados que ligam cada uma das cidades ao Porto) ou a polémica em torno da criação da Universidade do Minho.  
Assim a rivalidade entre SC Braga e Vitória SC é mais um reflexo de uma rivalidade entre a sociedade de ambas as cidades. Bracarenses e Vimaranenses não gostam uns dos outros, sendo os primeiros apelidados de "marroquinos" e os outros de "espanhóis", e para lá do outro lado da fronteira é terra inimiga. Contudo, tal como as cidades a que pertencem, há muito mais em comum entre eles do que aquilo que os separa: 
- A data de fundação oficial do SC Braga remonta a 1921 enquanto a do Vitória SC a 1922.
- No ano de 2025, o Braga possui cerca de 31 mil associados enquanto o Vitória possui cerca de 39 mil associados.
- Têm conseguido conquistar títulos (tanto em séniores como na formação) fora da esfera dos três grandes.
- No Século XXI são os clubes que, desportivamente, mais dificuldades causam aos chamados Três Grandes e que normalmente disputam as posições mais altas na Liga Portugal e no apuramento para as competições europeias.[10]
- Para além dos denominados Três Grandes, são os únicos clubes a manterem uma considerável massa adepta, sempre com boas assistências em casa, que proporcionam jogos emocionantes o espetáculo eletrizante vindo das bancadas com grandes tifos e coreografias.[11] [12] [13] [14]
- Ambos contam sempre com boas deslocações fora de portas fazendo do recinto do adversário casa, já que se encontram em superioridade numérica na maioria dos estádios portugueses, devido à proximidade geográfica dos clubes da Liga.[15]

## Mediatismo do Derby Minhoto
O SC Braga e o Vitória SC são reconhecidos pela qualidade das infraestruturas e das equipas que apresentam, sendo os mais destemidos a intrometerem-se na clássica disputa do título nacional entre os três habituais (FC Porto, Sporting e Benfica), mas são ainda mais conhecidos pela rivalidade entre os seus adeptos e associados, razões pela qual os colocam num patamar intermédio entre os Três Grandes e os restantes clubes. Com efeito, o Dérbi do Minho é tido como o 4º jogo mais mediático entre adeptos, jornais e televisão, logo a seguir aos Clássicos, com as respetivas cidades de Braga e Guimarães ao rubro para ver este jogo sempre escaldante. Este derby conta com mais de centena e meia de jogos oficiais.
Com respeito às assistências em casa como às deslocações fora o Vitória se destaca em relação ao Braga pois existe uma cultura de apoio muito enraizada, marcada pelo bairrismo e pela forte ligação dos adeptos ao clube da terra. Mesmo quando a equipa não está nas posições cimeiras, o Vitória continua a registar médias de assistência elevadas dado que a base de apoio mantém-se fiel independentemente dos resultados. Contudo, do lado de Braga, face aos excelentes resultados desportivos mais regulares obtidos no virar do século, têm conseguido aumentar aos poucos a sua média dada a mudança de mentalidade dos adeptos, muitos dos quais eram anteriormente biclubistas (apoiam também um dos três grandes) e agora tendem a apoiar de forma mais exclusiva o clube da cidade.

### Desenvolvimento de Audiência
Dados presentes neste gráfico são de EFS Attendances e desde 2009/10 da Liga Portugal.

## História da Rivalidade
No início da sua existência a rivalidade entre Guimarães e Braga teve sobretudo como palco a luta pela direção da AF Braga do que desportivamente, dado que se a maior parte dos jogos eram disputados contra equipas da mesma cidade. Em Braga, o SC Braga tinha diversos adversários como o Braga Sport Club (o grande rival do SCB à altura), Braga Football Club, Liberdade Foot-ball Club e Soarense. Já o Vitória exercia uma maior hegemonia na cidade de Guimarães, devendo as suas origens a um grupo de futebol fundado em 1913 com duas equipas, sendo a primeira o Sport Club Vimaranense e a segunda o Foot-ball Grupo Vimaranense, que mais tarde viriam a tornar-se um só.

### Primórdios
Os primeiros campeonatos regionais são dominados pelo SC Braga e só em 1936/37, após 10 títulos Bracarenses, os Vitorianos se conseguem impor no campeonato regional, assistindo-se a um período de crise do SC Braga. É precisamente neste período que é criado o Campeonato Português de Futebol em 1934/35, sendo que só a partir de 1941/42 o Campeão da AF Braga se passa a apurar para a Primeira Divisão (até aí apurava-se para a Segunda Divisão, estando a Primeira Divisão reservada aos clubes de Lisboa, Porto, Coimbra e Setúbal).
Em 1946/47 dá-se a reformulação dos quadros competitivos do futebol português, acabando-se com a qualificação a partir dos campeonatos regionais, passando a existir uma lógica de continuidade entre edições, e um sistema de promoções e descidas entre divisões. A Primeira Divisão foi alargada para 14 equipas, enquanto a II Divisão foi reformulada, e criada uma III Divisão. Desta forma, o Vitória SC foi integrado na I Divisão (como campeão) enquanto o SC Braga se viu relegado para a II Divisão, deixando de participar no campeonato distrital dessa data. O SC Braga viria a conseguir a subida de divisão nessa mesma época, retomando o Minhoto.
Desde essa data, apenas por 3 épocas ambos os clubes não participaram na Primeira Divisão: em 1956/57, de 1961/62 e 1963/64, de 1970/71 a 1974/75 (épocas do SC Braga na II Divisão) e de 1955/56 a 1957/58 e 2006/07 (épocas do Vitória no segundo escalão).
De salientar que em 1947 após a vitória do Braga no Montijo que valeu a subida à I Divisão, a comitiva do SCB foi homenageada em Famalicão, tendo o Vitória se feito representar por António Faria Martins que referiu: 
"Na impossibilidade de fazer passar por Guimarães a caravana que acompanha o Sporting Clube de Braga, o Vitória não quis deixar de se associar a esta merecidíssima homenagem através do seu ilustre Presidente, senhor Antero da Silva."— Evandro Lopes, A História da Bola em Braga

### Afirmação Nacional
Entre 1970 e 1985 o Vitória conseguiu com frequência terminar o campeonato entre os 6 primeiros classificados, enquanto o SC Braga o conseguiu com alguma regularidade entre 1975 e 1985. Braga e Guimarães tornavam-se aí deslocações difíceis para qualquer clube nacional. Entre 1985 e 2003 assistem-se a percursos algo irregulares de ambos clubes, alternando posições cimeiras com classificações mais modestas, ainda assim o Vitória na década de 80 e 90 consegue vários apuramentos Europeus (10 no total), e boas campanhas na Europa, conseguindo mesmo em 1987, a chegada aos Quartos de Final da Taça Uefa.

### Glória Europeia
O século XXI traz uma alteração do status quo. Em 2006/07 o Vitória vê-se mesmo obrigado a disputar a a Segunda Liga (após 48 anos ininterruptos no escalão maior do futebol português), mas na época seguinte e após uma excelente campanha na Liga (3º posto num conjunto coeso orientado por Manuel Cajuda) consegue o feito de se intrometer na luta pelo campeonato, conseguindo o apuramento histórico para a 3ª pré-eliminatória da Liga dos Campeões de 2008/09. Viria a ser afastado da fase de grupos após dois jogos polémicos contra o Basileia. No entanto, foi um feito único, e o Vitória nos anos seguintes não viria a conseguir melhor do que o 4º lugar (2016/17) e 5º lugar (2010/11, 2014/15, 2018/19 e em 2023/24). Já na Taça de Portugal, o Vitória consegue o seu maior troféu (havia apenas vencido a Supertaça Cândido Oliveira em 1988 ao FC Porto), após derrotar na final de 2013 o Benfica por 2–1 no Jamor.
Por seu lado em Braga, o início do novo século é sinónimo de António Salvador, o empresário que assume a direção do clube e o transporta de classificações modestas para as grandes noites europeias. Desde 2003 o SC Braga conseguiu terminar a Liga em 2º (2009/10, onde lutou até à última jornada pelo título), 3º (2011/12 e 2019/20) e por 7 vezes em 4º lugar. Pelo meio consegue dois apuramentos para a fase de grupos da Liga dos Campeões, uma final da Liga Europa, a conquista da Taça Intertoto, (único troféu internacional conquistado por um clube português que não faz parte dos denominados três grandes). A nível nacional conquista também a Taça da Liga em 2013 e 2020 (venceu em ambas o FC Porto), e em 2015 e 2016 atinge a final na Taça de Portugal, tendo perdido a final de 2015 frente ao Sporting e vencido a de 2016 frente ao FC Porto, ambas decididas nas grandes penalidades.

### Presente
Nos últimos anos, o SC Braga atinge portanto o posto de clube mais estável e de melhores desempenhos no Minho, conseguindo também excelentes encaixes financeiros com a venda de ativos, e fruto de boas campanhas nas provas da UEFA, onde tem conseguido grandes resultados. 
Na época 2020/21, o Sporting de Braga vence a sua 3ª Taça de Portugal, após derrotar o Benfica por 2–0 no Estádio Cidade de Coimbra.
Já no lado Vimaranense, e após a saída do histórico líder Pimenta Machado em 2004 (24 anos no Clube, conduzindo nessa fase o Vitória a bons desempenhos desportivos e financeiros), tem-se assistido a sucessivas mudanças na presidência, e após várias épocas com medíocres resultados a nível desportivo, e péssimos no capítulo financeiro, encetou uma campanha sob a presidência de Júlio Mendes, com vista à diminuição do passivo do Clube (passou de 24 milhões de euros no final de 2012, para praticamente 12 milhões no final da época 2014/15).
Em 2016/17, o Vitória Sport Club, atinge o 4º lugar na Liga, ficando 9 anos depois à frente do rival SC Braga na tabela classificativa.
Na Taça de Portugal, atingiu a sua 7º final na Prova Rainha do Futebol Luso (terceira nos últimos 7 anos). Fortemente apoiada pela sua massa adepta, a Equipa de Pedro Martins foi derrotada no Jamor pelo Campeão Nacional Benfica por 2–1, não conseguindo assim trazer a Taça para a Cidade Berço.

## Modalidades
Para além do futebol, a rivalidade desportiva entre SC Braga e Vitória SC tem sido vivida sobretudo a nível de formação, onde proporcionam sempre duelos muito aguardados e emotivos. No entanto, no que se refere às disputas deste derby nas primeiras divisões das competições nacionais, elas acabam por ser menos frequentes, uma vez que cada instituição optou por investir em modalidades distintas permitindo ainda assim bater-se por títulos.
O SC Braga apostou mais forte nas modalidades de Futsal e Futebol de Praia (entretanto extinta em 2024), enquanto que o Vitória SC apostou no Voleibol, Basquetebol, Polo Aquático e Andebol (reativada em 2020) sendo estas as modalidades com mais representatividade e também com mais apoio entre os adeptos.

## Participações dos Clubes
Contabilizando as épocas desde 1934/35 (Data da criação oficial dos Campeonatos Nacionais da Primeira e Segunda Divisão).[carece de fontes?]
 Atualizado em 15 de junho de 2024
| Competições Nacionais               | Vitória Sport Clube | Vitória Sport Clube | Vitória Sport Clube | Sporting Clube de Braga | Sporting Clube de Braga | Sporting Clube de Braga |
| Competições Nacionais               | Presenças           | Jogos               | Títulos             | Presenças               | Jogos                   | Títulos                 |
| ----------------------------------- | ------------------- | ------------------- | ------------------- | ----------------------- | ----------------------- | ----------------------- |
| Primeira Liga                       | 79                  | 2358                | 0                   | 68                      | 2092                    | 0                       |
| Taça de Portugal                    | 80                  | 291                 | 1                   | 76                      | 311                     | 3                       |
| Supertaça de Portugal               | 4                   | 5                   | 1                   | 4                       | 5                       | 0                       |
| Taça da Liga                        | 17                  | 48                  | 0                   | 17                      | 58                      | 3                       |
| Segunda Liga                        | 1                   | 30                  | 0                   | 0                       | 0                       | 0                       |
| II Divisão Extinta                  | 9                   | 162                 | 0                   | 21                      | 398                     | 2                       |
| Taça FPF Extinta                    | 1                   | 6                   | 0                   | 1                       | 8                       | 1                       |
| Taça Ribeiro dos Reis Extinta       | 6                   | 51                  | 0                   | 8                       | 60                      | 0                       |
| Competições Internacionais          | Presenças           | Jogos               | Títulos             | Presenças               | Jogos                   | Títulos                 |
| Liga dos Campeões da UEFA           | 1 (POFF)            | 2                   | 0                   | 2                       | 18                      | 0                       |
| Liga Europa da UEFA                 | 16                  | 72                  | 0                   | 17                      | 121                     | 0                       |
| Liga Conferência da UEFA            | 1                   | 6                   | 0                   | 1                       | 2                       | 0                       |
| Taça das Taças Extinta              | 1                   | 2                   | 0                   | 3                       | 10                      | 0                       |
| Taça das Cidades com Feiras Extinta | 2                   | 8                   | 0                   | 0                       | 0                       | 0                       |
| Taça Intertoto Extinta              | 2                   | 12                  | 0                   | 1                       | 2                       | 1                       |

## Palmarés dos Clubes
| Vitória Sport Clube                                                                                 | Sporting Clube de Braga                                                                              |
| --------------------------------------------------------------------------------------------------- | --- |
| Liga dos Campeões 3ª Pré Eliminatória: 2008/09                                                      | Liga dos Campeões Fase de Grupos: 2010/11; 2012/13 e 2023/24                                         |
| Liga Europa Quartos de Final: 1986/87                                                               | Liga Europa Finalista: 2010/11                                                                       |
| Liga Conferência Fase de Liga: 2024/25                                                              | Liga Conferência Dezasseis avos de Final: 2022/23                                                    |
| Taça Intertoto 2º Lugar no Grupo: 1974 e 1976                                                       | Taça Intertoto Vencedor: 2008/09                                                                     |
| Primeira Liga 3º Classificado: 1968/69; 1986/87; 1997/98 e 2007/08                                  | Primeira Liga 2º Classificado: 2009/10                                                               |
| Taça de Portugal Vencedor: 2012/13 Finalista: 1941/42; 1962/63; 1975/76; 1987/88; 2010/11 e 2016/17 | Taça de Portugal Vencedor: 1965/66; 2015/16 e 2020/21 Finalista: 1976/77; 1981/82; 1997/98 e 2014/15 |
| Supertaça Cândido de Oliveira Vencedor: 1988 Finalista: 2011; 2013 e 2017                           | Supertaça Cândido de Oliveira Finalista: 1982; 1998; 2016 e 2021                                     |
| Taça da Liga Meia Final: 2008/09 e 2019/20                                                          | Taça da Liga Vencedor: 2012/13; 2019/20 e 2023/24                                                    |
| Taça Federação Portuguesa de Futebol 2º Lugar no Grupo: 1976/77                                     | Taça Federação Portuguesa de Futebol Vencedor: 1976/77                                               |
| Taça Ribeiro dos Reis 2º lugar na Série: 1969/70 e 1970/71                                          | Taça Ribeiro dos Reis Finalista:1970/71                                                              |
| II Divisão / Segunda Liga 2º Classificado: 1955/56; 1957/58 e 2006/07                               | II Divisão / Segunda Liga Vencedor: 1946/47 e 1963/64                                                |

## Títulos dos Clubes

### Futebol Sénior
Listagem de competições oficiais, a nível regional, nacional e internacional, comuns aos dois clubes ao longo da história, e respectivo número de títulos conquistados por Vitória Sport Clube e Sporting Clube de Braga.
| Competições Internacionais                                    | Vitória SC | SC Braga |
| ------------------------------------------------------------- | ---------- | -------- |
| Taça Intercontinental / Campeonato do Mundo de Clubes         | –          | –        |
| Taça dos Campeões Europeus / Liga dos Campeões da UEFA        | –          | –        |
| Taça das Cidades com Feiras / Taça UEFA / Liga Europa da UEFA | –          | –        |
| Liga Conferência da UEFA                                      | –          | –        |
| Taça das Taças                                                | –          | –        |
| Supertaça da UEFA                                             | –          | –        |
| Taça Intertoto                                                | –          | 1        |
| Total (Internacionais)                                        | 0          | 1        |
| Competições Nacionais                                         | Vitória SC | SC Braga |
| Primeira Liga Portuguesa                                      | –          | –        |
| Campeonato de Portugal / Taça de Portugal                     | 1          | 3        |
| Supertaça Cândido de Oliveira                                 | 1          | –        |
| Taça da Liga                                                  | –          | 3        |
| Taça Federação Portuguesa de Futebol                          | –          | 1        |
| Taça Ribeiro dos Reis                                         | –          | –        |
| II Divisão / Segunda Liga                                     | –          | 2*       |
| Total (Nacionais)                                             | 2          | 7        |
| Competições Regionais                                         | Vitória SC | SC Braga |
| Campeonato do Minho                                           | 3          | –        |
| Campeonato AF Braga                                           | 12         | 13       |
| Taça de Honra AF Braga                                        | 4          | 3        |
| Taça da AF Braga                                              | 1          | –        |
| Torneio Abertura AF Braga                                     | –          | 2        |
| Campeonato AF Braga (Reservas)                                | 8*         | 6*       |
| Liga do Futuro (Norte)                                        | 1*         | –        |
| Total (Regionais)                                             | 29         | 24       |
| Total Oficial                                                 | 31         | 32       |

* Significa competições de escalões inferiores e, ou, conquistados pelas equipas reservas.

### Futebol Jovem
Listagem de competições oficiais, a nível regional e nacional, comuns aos dois clubes ao longo da história, e respectivo número de títulos conquistados por Vitória Sport Clube e Sporting Clube de Braga.
| Competições Nacionais                     | Vitória SC | SC Braga |
| ----------------------------------------- | ---------- | -------- |
| Campeonato Nacional Sub-23                | –          | –        |
| Campeonato Nacional de Juniores - Sub-19  | 1          | 3        |
| Campeonato Nacional de Juvenis - Sub-17   | 1          | 1        |
| Campeonato Nacional de Iniciados - Sub-15 | 1          | –        |
| Campeonato Nacional de Infantis - Sub-13  | –          | –        |
| Total (Nacionais)                         | 3          | 4        |
| Competições Regionais                     | Vitória SC | SC Braga |
| Juniores (Campeonato AF Braga)            | 10         | 8        |
| Juvenis (Campeonato AF Braga)             | 13         | 12       |
| Iniciados (Campeonato AF Braga)           | 14         | 14       |
| Infantis Fut. 11 (Campeonato AF Braga)    | 4          | 10       |
| Infantis Fut. 7 (Campeonato AF Braga)     | 14         | 13       |
| Benjamins (Campeonato AF Braga)           | 33         | 25       |
| Total (Regionais)                         | 88         | 82       |

## Histórico de Confrontos

### Partidas
Última partida considerada: SC Braga vs Vitória SC, 16 de fevereiro de 2025, Primeira Liga.
| Competições Nacionais | Vit. Vitória SC | Empates | Vit. SC Braga | Jogos |
| --------------------- | --------------- | ------- | ------------- | ----- |
| Primeira Liga         | 51              | 29      | 52            | 132   |
| Taça de Portugal      | 3               | 2       | 7             | 12    |
| Taça da Liga          | 0               | 1       | 2             | 3     |
| Taça FPF              | 0               | 1       | 1             | 2     |
| II Divisão            | 7               | 1       | 2             | 10    |
| Total                 | 61              | 34      | 64            | 159   |

| Primeira Liga    | Primeira Liga | Primeira Liga | Primeira Liga | Primeira Liga | Primeira Liga |
| Equipa           | Vit. casa     | Emp. casa     | Derr. casa    | Jogos casa    | Golos M.      |
| ---------------- | ------------- | ------------- | ------------- | ------------- | ------------- |
| Vitória SC       | 39            | 15            | 12            | 66            | 168           |
| SC Braga         | 40            | 14            | 12            | 66            | 170           |
| Taça de Portugal |               |               |               |               |               |
| Equipa           | Vit. casa     | Emp. casa     | Derr. casa    | Jogos casa    | Golos M.      |
| Vitória SC       | 2             | 1             | 3             | 6             | 14            |
| SC Braga         | 4             | 1             | 1             | 6             | 27            |
| Taça da Liga     |               |               |               |               |               |
| Equipa           | Vit. casa     | Emp. casa     | Derr. casa    | Jogos casa    | Golos M.      |
| Vitória SC       | 0             | 1             | 0             | 1             | 2             |
| SC Braga         | 2             | 0             | 0             | 2             | 5             |
| II Divisão       |               |               |               |               |               |
| Equipa           | Vit. casa     | Emp. casa     | Derr. casa    | Jogos casa    | Golos M.      |
| Vitória SC       | 4             | 0             | 1             | 5             | 28            |
| SC Braga         | 1             | 1             | 3             | 5             | 15            |
| Taça FPF         |               |               |               |               |               |
| Equipa           | Vit. casa     | Emp. casa     | Derr. casa    | Jogos casa    | Golos M.      |
| Vitória SC       | 0             | 0             | 1             | 1             | 0             |
| SC Braga         | 0             | 1             | 0             | 1             | 1             |
| Total Casa       |               |               |               |               |               |
| Vitória SC       | 45            | 17            | 17            | 79            | 212           |
| SC Braga         | 47            | 17            | 16            | 80            | 218           |

### Últimos Jogos
| Vitória SC no Estádio D. Afonso Henriques | Vitória SC no Estádio D. Afonso Henriques | Vitória SC no Estádio D. Afonso Henriques | Vitória SC no Estádio D. Afonso Henriques |
| Data                                      | Resultado                                 | Competição                                | Assistência                               |
| ----------------------------------------- | ----------------------------------------- | ----------------------------------------- | ----------------------------------------- |
| 16 de fevereiro de 2025                   | 0–0                                       | Primeira Liga                             | 28 133                                    |
| 11 de maio de 2024                        | 2–3                                       | Primeira Liga                             | 25 224                                    |
| 27 de fevereiro de 2023                   | 2–1                                       | Primeira Liga                             | 19 072                                    |
| 05 de fevereiro de 2022                   | 2–1                                       | Primeira Liga                             | 15 322                                    |
| 25 de outubro de 2020                     | 0–1                                       | Primeira Liga                             | 0                                         |
| 10 de novembro de 2019                    | 0–2                                       | Primeira Liga                             | 24 429                                    |
| 26 de outubro de 2018                     | 1–1                                       | Primeira Liga                             | 26 170                                    |
| 18 de fevereiro de 2018                   | 0–5                                       | Primeira Liga                             | 21 057                                    |
| 14 de agosto de 2016                      | 0–1                                       | Primeira Liga                             | 20 859                                    |
| 27 de setembro de 2015                    | 0–1                                       | Primeira Liga                             | 19 545                                    |
| 17 de abril de 2015                       | 1–0                                       | Primeira Liga                             | 15 344                                    |
| 23 de novembro de 2014                    | 1–2                                       | Taça de Portugal                          | –                                         |
| 10 de maio de 2014                        | 1–0                                       | Primeira Liga                             | 10 679                                    |
| 16 de janeiro de 2013                     | 1–1 (2–1)                                 | Taça de Portugal                          | 7 870                                     |

| SC Braga no Estádio Municipal de Braga | SC Braga no Estádio Municipal de Braga | SC Braga no Estádio Municipal de Braga | SC Braga no Estádio Municipal de Braga |
| Data                                   | Resultado                              | Competição                             | Assistência                            |
| -------------------------------------- | -------------------------------------- | -------------------------------------- | -------------------------------------- |
| 15 de setembro de 2024                 | 0–2                                    | Primeira Liga                          | 21 215                                 |
| 06 de janeiro de 2024                  | 1–1                                    | Primeira Liga                          | 22 385                                 |
| 11 de janeiro de 2023                  | 3–2                                    | Taça de Portugal                       | –                                      |
| 03 de setembro de 2022                 | 1–0                                    | Primeira Liga                          | 21 736                                 |
| 29 de agosto de 2021                   | 0–0                                    | Primeira Liga                          | 7 590                                  |
| 09 de março de 2021                    | 3–0                                    | Primeira Liga                          | 0                                      |
| 25 de junho de 2020                    | 3–2                                    | Primeira Liga                          | 0                                      |
| 09 de março de 2019                    | 1–0                                    | Primeira Liga                          | 16 778                                 |
| 17 de setembro de 2017                 | 2–1                                    | Primeira Liga                          | 14 185                                 |
| 22 de janeiro de 2017                  | 1–2                                    | Primeira Liga                          | 20 963                                 |
| 21 de fevereiro de 2016                | 3–3                                    | Primeira Liga                          | 13 241                                 |
| 07 de dezembro de 2014                 | 0–0                                    | Primeira Liga                          | 13 325                                 |
| 10 de janeiro de 2014                  | 3–0                                    | Primeira Liga                          | 12 577                                 |
| 23 de fevereiro de 2013                | 3–2                                    | Primeira Liga                          | 15 136                                 |

### Recordes em Confrontos

#### Vitória SC
- Maior vitória em casa: Vitória SC 9–2 SC Braga  (II Divisão Série Minho de 1938/39)
- Maior vitória fora: SC Braga 3–5 Vitória SC  (Primeira Divisão de 1965/66);  SC Braga 2–4 Vitória SC  (Primeira Liga de 1999/00); (Primeira Liga de 2002/03)

#### SC Braga
- Maior vitória em casa: SC Braga 5–0 Vitória SC  (Primeira Divisão de 1959/60); (Taça de Portugal de 1966/67)
- Maior vitória fora: Vitória SC 0–5 SC Braga  (II Divisão Zona Norte de 1956/57); (Primeira Liga de 2017/18)